# Píllaro
Píllaro – miasto w środkowym Ekwadorze, w Prowincji Tungurahua. Stolica  kantonu Píllaro. Miasto zostało założone w 1570 roku.